# Tout finira bien
Tout finira bien est un quintet franco-belge créé en 2008 par Gilles Bourgain et Florent Hubert. Il est lauréat de la biennale de la chanson française.

## Historique
Gilles Bourgain, né en 1977 à Saint-Denis (Seine-Saint-Denis), est ingénieur dans le domaine de l'énergie et auteur-compositeur-interprète (chant, flûte traversière). Florent Hubert, né en 1977 à Paris, est clarinettiste-saxophoniste, compositeur et passionné d'histoire de la musique. Ils créent ensemble Tout finira bien en 2008.
Gilles Bourgain écrit les textes, aidé par son frère Jean-Yves Bourgain. Les musiques sont composées par Gilles Bourgain et arrangées par Florent Hubert.
Ils s'entourent de Simon Tailleu (contrebasse), Stéphan Caracci (percussions), Sébastien Llado (trombone).
Tout finira bien  écrit et joue des musiques pour Grand Corps Malade: A la recherche (Enfant de la ville, 2008) avec Oxmo Puccino et Kerry James et Un Verbe (3e Temps, 2010).
Le premier disque de Tout finira bien Mouton mouillé sort en 2011 (label AhPon Records). Il parle de la difficulté à s'engager dans l'amour, la politique, la lutte contre le changement climatique. Le disque est réalisé par Florent Hubert.
En 2014, Florent Hubert collabore avec Samuel Achache et Jeanne Candel dans l'écriture de l'opéra de chambre Crocodile trompeur. Ils obtiennent pour cette création un molière. Florent Hubert continue à arranger des morceaux de Tout finira bien mais décide de ne plus être sur scène.
En 2014, le centre de gravité devient belge. Il est constitué de Gilles Bourgain (chant, flûte), Simon Tailleu ou Nicolas Lancerotti (contrebasse), Stéphan Caracci (percussions), Yann Lecollaire (clarinette basse), Jordi Grognard (saxophone, clarinette). Les différents musiciens évoluent sur les scènes jazz françaises et belges. Parmi les groupes dans lesquels les musiciens évoluent, on peut citer l'Orchestre national de jazz (Stéphan Caracci), Yokaï (Jordi Grognard), Le grand ensemble de Marc Ducret (Yann Lecollaire) et Yaron Herman (Simon Tailleu).
Le second disque Au cœur est réalisé sous le label belge Factice de la maison de disque Igloo Records en 2016. Le disque est réalisé par Simon Tailleu. Les textes de Gilles parlent de l'engagement dans l'entreprise, le couple, la paternité,,,.
En 2023, le groupe collabore avec le slameur Passeur de Silences (Jean-Yves Bourgain) et produit Sage Rage. Stéphan Caracci et Gilles Bourgain écrivent les musiques, Jean-Yves Bourgain les textes,.

## Discographie

### Albums
- 2011 : Mouton Mouillé, AhPon records
- 2016 : Au Cœur, Factice, Igloo records
- 2023 : Sage Rage, en collaboration avec Passeur de Silences, BXL Production

### Collaborations
- 2008 : musique de À la recherche, Enfant de la ville, Grand Corps Malade
- 2010 : musique de Un verbe, 3e Temps, Grand Corps Malade

## Distinctions
- 2014 : Le groupe est lauréat de la Biennale de la chanson française de Belgique[17].
- 2015 : Le groupe bénéficie de la reconnaissance arts et vie en Belgique[17].
- 2023 : Le groupe bénéficie d'une tournée Asspopro en Belgique[18].